# Falco nero (saggio)
Falco nero (titolo originale inglese Black Hawk Down: A Story of Modern War) è un libro scritto da Mark Bowden e pubblicato per la prima volta il 10 febbraio 1999 negli Stati Uniti d'America. In Italia è stato pubblicato nello stesso anno da Rizzoli con il titolo Falco Nero. Il libro di Mark Bowden prende in esame gli avvenimenti accaduti durante la missione ONU Restore Hope del 1993 in Somalia e, più precisamente, il fallito tentativo da parte delle forze americane di catturare l'allora signore della guerra Mohamed Farrah Aidid.
Nel 2001 il regista Ridley Scott, ha preso spunto da questo libro per realizzare l'omonimo film Black Hawk Down - Black Hawk abbattuto.

## Avvenimenti
Nel 1992 la situazione umanitaria in Somalia è disperata a causa della povertà indotta dalle continue guerre in atto tra fazioni antagoniste, traffico di droga e lotte di potere.
A seguito di decisioni in sede ONU, alcune nazioni aderiscono ad un piano d'emergenza ed inviano nel paese proprie forze militari, tutte sotto la bandiera dell'ONU.
Le missioni prenderanno svariati nomi, da UNOSOM (nome ufficiale in sede ONU) a Restore Hope (nome ufficiale della missione delle forze armate americane).
Nel 1993, a seguito dell'inasprirsi del conflitto e, visto il mancato raggiungimento di obiettivi soddisfacenti in pochi mesi, il comando americano decide di pianificare un'operazione militare al fine di catturare quello che secondo l'intelligence statunitense è il vero signore della guerra somalo e cioè Mohamed Farrah Aidid.
Per compiere tale operazione vengono mobilitati alcuni contingenti dei Ranger ed alcune unità della Delta Force.
Il piano, studiato nei minimi particolari, prevede una fulminea irruzione da parte della Delta Force in quello che è ritenuto un nascondiglio di Aidid.
Mentre gli uomini della Delta cattureranno Aidid, i Ranger atterreranno ai quattro lati del palazzo con  quattro elicotteri UH-60 Black Hawk e formeranno un perimetro di sicurezza in attesa dell'arrivo di un convoglio di mezzi blindati i quali, dopo aver caricato Aidid e il suo entourage, ripartiranno alla volta della base americana sita presso l'aeroporto di Mogadiscio.
Secondo i piani, tutta l'operazione dovrebbe durare pochissimi minuti e dovrebbe procedere senza contrattempi.
Una volta dato il via all'operazione, la realtà dei fatti sarà ben diversa, e, dopo una serie di intoppi e contrattempi, la forza americana inviata a catturare il generale Aidid, non solo scoprirà che Aidid non si trova nel palazzo, ma verrà inoltre immobilizzata nell'area circostante da migliaia di miliziani armati fino ai denti e, dopo furibondi combattimenti durati per due giorni ed una notte, riuscirà a sganciarsi dal combattimento solo grazie all'intervento della forza militare pakistana combinato con il supporto aereo fornito dall'aviazione dell'esercito statunitense.

## Costi in termini umani dell'operazione
Il fallimento dell'operazione comporterà perdite ingenti per le forze americane con la morte di 18 soldati (più un diciannovesimo all'ospedale), la perdita di tre elicotteri UH-60 Black Hawk (due abbattuti, un terzo atterrato in emergenza dopo esser stato colpito) e la perdita di un imprecisato numero di mezzi blindati Humvee (versione militare della AM General H1Hummer).
Le perdite da parte somala non sono mai state rese note, ma si stima che siano state intorno ai mille morti.

## Considerazioni dell'autore
Nel libro, Bowden prende in esame l'intero svolgimento dell'operazione e, con dovizia di particolari, spiega man mano l'andamento, dapprima positivo e successivamente negativo degli avvenimenti.
Al termine del libro, l'autore, dopo aver attentamente studiato i fatti, cerca di spiegare le motivazioni che hanno portato al fallimento dell'intera operazione.
Nel suo giudizio finale, Bowden non risparmia critiche all'operato dell'Amministrazione Clinton (rea di aver fornito mezzi inadatti ai militari di stanza in Somalia) e ad alcuni pianificatori dell'esercito, colpevoli di aver ampiamente sottovalutato le capacità di combattimento dei miliziani somali.
Viene inoltre ampiamente spiegato come, a causa di una superficiale conoscenza dei luoghi ed in generale della città di Mogadiscio, le forze militari americane siano state vittime delle loro stesse incapacità organizzativa.
Nel libro viene anche accennato al fatto che, una volta compresa l'entità della situazione, le forze militari italiane e francesi abbiano offerto il loro aiuto, rifiutato dal comando americano. È indubbio che se il comando americano avesse accettato il supporto anche solo italiano (le forze italiane disponevano sul campo di carri armati pesanti M60 Patton ed elicotteri d'attacco A129 Mangusta), con buona probabilità la situazione sarebbe stata velocemente capovolta e le forze americane imprigionate nei quartieri assediati dai miliziani, sarebbero riuscite a sganciarsi con perdite inferiori e più velocemente.

## Edizione italiana
- Falco nero. Una storia vera di uomini in guerra, traduzione di P. Valpolini, a cura di M. Pagliano, Collana Saggi stranieri, Milano, Rizzoli, 1999, ISBN 978-88-1786-095-6.